# Peter Nicks
Peter "Pete" Nicks est un cinéaste américain. 

## Œuvre
- Coproducteur et monteur de Blame Somebody Else (29 septembre 2006), de la série de PBS (Public Broadcasting Service) AIR: America's Investigative Reports, pour lequel il a reçu un Emmy Award (article exceptionnel dans un magazine d'actualités, 2007) pour avoir exposé le « pipeline » du trafic d'êtres humains illégal pendant la guerre en Irak.
- Cinéaste-réalisateur de The Civil Rights Cold Case Project du Center for Investigative Reporting[1],[2]
- Réalisateur de The Waiting Room (2012).